# Labyrinthodontia
Labirintodonte (in greco "denti a labirinto") è un termine in disuso usato per descrivere qualsiasi membro di una sottoclasse estinta di anfibi che dominò il pianeta fra i 350 ed i 210 milioni di anni fa.

## Anatomia

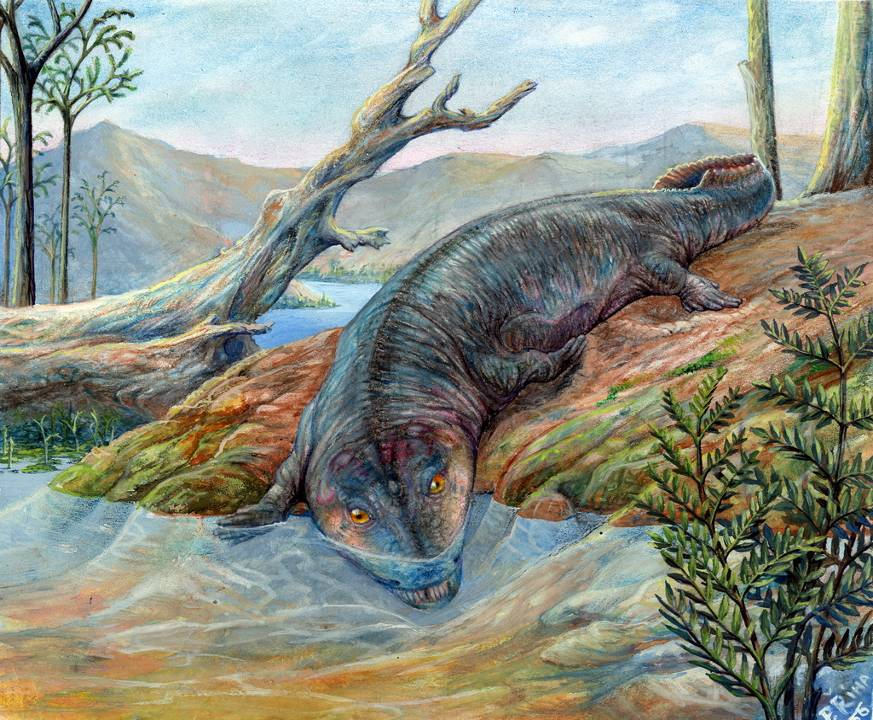
Ricostruzione di Labirintodonte

Il nome della sottoclasse indica il percorso tortuoso della dentina e dello smalto nei denti di questi animali, che spesso sono l'unica cosa a fossilizzarsi ed a rimanere dell'intero corpo. Altre caratteristiche distintive del gruppo erano il cranio massiccio e le vertebre complesse, sulle quali si basava la vecchia classificazione del gruppo.
Questi animali potevano raggiungere i 4 m di lunghezza. Avevano grandi teste e corte zampe. La loro bocca era guarnita con file di piccoli denti conici ed aguzzi, che pavimentavano anche la parte superiore della bocca. Il loro stile di vita era probabilmente abbastanza simile a quello dei pesci o degli anfibi acquatici.
Le caratteristiche vertebre dei labirintodonti erano formate da 4 parti: un intercentro, due pleurocentri ed un arco neurale. In base ai vari componenti, si distinguevano i vari gruppi differenti di labirintodonti. Essi erano inoltre dotati di linea laterale, che permetteva loro di percepire le variazioni di fluttuazione dell'acqua.
Molte specie (verosimilmente quelle che vivevano nelle zone acquitrinose con acqua povera d'ossigeno) svilupparono delle specie di polmoni primitivi e potevano respirare l'aria atmosferica, che veniva convogliata ai polmoni tramite le contrazioni di uno speciale sacco gulare: altre specie, invece, preferirono restare nell'ambiente acquatico, sviluppando grandi branchie esterne.
La maggior parte dei labirintodonti erano predatori acquatici, ma alcuni scelsero una vita anfibia: tuttavia, le loro corte zampe lasciano intuire che essi si muovevano molto lentamente sulla terraferma.

## Evoluzione
I Labirintodonti evolsero da un gruppo di pesci ossei, i Crossopterygii, ed in particolare dai ripidisti. Al giorno d'oggi, di queste famiglie rimangono solamente il celacanto e tre specie di dipnoo.
Il gruppo più diversificato dei labirintodonti erano i batracomorfi. Anche se questi animali erano più simili a dei coccodrilli, sono i progenitori più probabili degli anuri. I batracomorfi apparvero nel tardo Devoniano, ma il loro areale si espanse enormemente nel Permiano (Platyoposaurus, Melosaurus) e nel Triassico (Thoosuchus, Benthosuchus, Eryosuchus); alcune specie di batracomorfi sopravvissero fino alla fine del Cretaceo, estinguendosi assieme ai dinosauri.

## Tassonomia

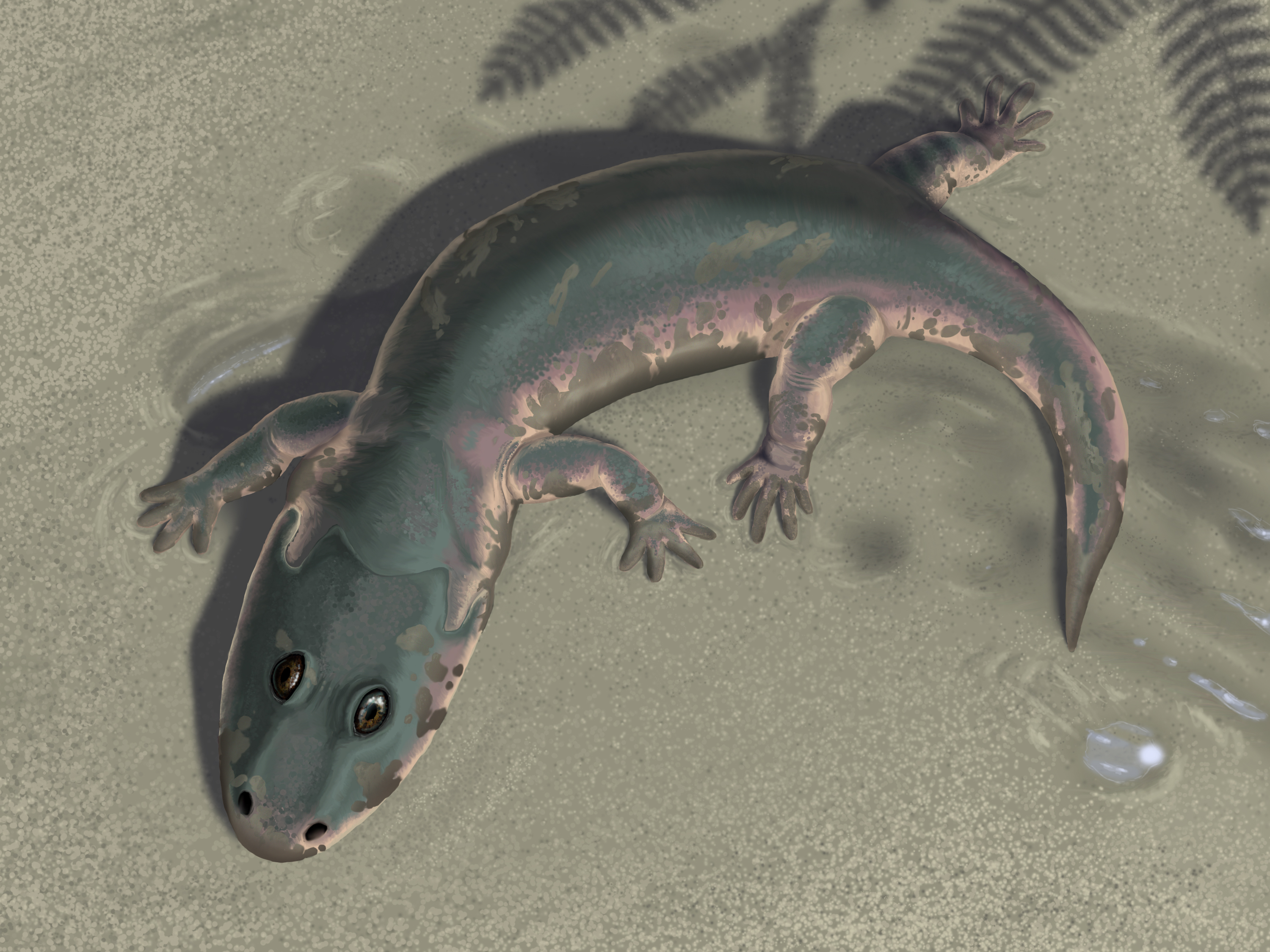
Cryobatrachus kitchingi

Attualmente, la sottoclasse dei labirintodonti è considerata decaduta poiché i suoi membri sono stati tutti classificati in gruppi diversi a seguito di nuove analisi.
La classificazione standard di questi animali comprendeva tre ordini:
- Ichthyostegalia, i più primitivi, vissuti alla fine del Devoniano. Attualmente si è appurato che non sono anfibi, bensì tetrapodi primitivi.
- Temnospondyli, di varie dimensioni, con testa appiattita, vissuti dal Carbonifero al Triassico. Il genere più conosciuto è Eryops, vissuto all'inizio del Permiano; sono stati recentemente scoperti dei temnospondili vissuti anche nel Cretaceo. Inizialmente questi animali venivano considerati gli antenati degli anuri: anche se non è così, i temnospondili sono gli unici labirintodonti rimasti classificati fra gli anfibi, mentre le altre specie sono state spostate in altri gruppi.
- Anthracosauria con grosse teste e forti vertebre, sono i più recenti in termini di evoluzione e probabilmente sono gli antenati degli attuali rettili. Attualmente, vengono classificati fra i tetrapodi.

Alcune forme primitive, apparse nel Carbonifero inferiore e un tempo incluse nei labirintodonti, non sembrano appartenere a nessuno di questi tre gruppi. Tra queste forme enigmatiche, da ricordare Crassigyrinus, i loxommatidi (Loxommatidae, come Megalocephalus) e i colosteidi (Colosteidae, come Greererpeton).